# Spivey Records
Spivey Records — американський блюзовий лейбл звукозапису, заснований в 1962 році в Нью-Йорку співачкою Вікторією Спайві (1906–1976) з своїм чоловіком, істориком джазу Леном Кунстадтом.
Першими випущеними лейблом платівками стали записи блюзових стандартів у виконанні Спайві (Victoria and Her Blues, Spivey LP 1002), а четвертим став альбом, Three Kings and the Queen (1963, Spivey LP 1002), для якого Вікторія Спайві записалась разом з Лонні Джонсоном, Рузевельтом Сайксом і Біг Джо Вільямсом та молодомим Бобом Діланом, який акомпанував на губній гармоніці на двох композиціях. Після смерті Спайві Лен Кунстадт продожвував займатися випуском записів до 1985 року (помер в 1996 році), однак не видавав записи на CD. Загальний каталог лейблу налічує близько 40 платівок.
Вибрана дискографія
- Отіс Спенн. The Everlasting Blues Otis Spann (1969, Spivey LP 1013).
- Вікторія Спайві. Three Kings and the Queen (1963, Spivey LP 1002).
- Вікторія Спайві, Лонні Джонсон, Рузвельт Сайкс і Біг Джо Вільямс (на двох піснях зіграв Боб Ділан як сайдмен). Victoria and Her Blues (1963, Spivey LP 1002).